# Anatella dissecta
Anatella dissecta är en tvåvingeart som beskrevs av Ostroverkhova 1979. Anatella dissecta ingår i släktet Anatella och familjen svampmyggor. Inga underarter finns listade i Catalogue of Life.